# إيميل إيرلينماير
إيميل إيرلينماير (بالألمانية: Emil Erlenmeyer)‏ (و. 1825 – 1909 م) هو كيميائي، وبروفيسور (أستاذ جامعي) من ألمانيا .
توفي في أشافنبورغ .

## مناصب وهيئات
أدار جامعة ميونخ التقنية، وجامعة هايدلبرغ.